# Csalódás-szigetek
A Csalódás-szigetek (franciául: Îles du Désappointement) egy szigetcsoport a Dél-Csendes-óceánon. A terület politikailag Francia Polinéziához tartozik. A Csalódás szigetcsoport a Tuamotu-szigetek egyik alcsoportja, amely kis korallszigetekből áll.
A Tuamotu-szigeteket legelőször a polinéziai emberek népesítették be, akiknek közös kultúrájuk és nyelvük van. A Csalódás-szigetek a Tuamotu szigetcsoport legészakibb részén található.
A Csalódás-szigetek három szigetből áll:
- Észak-Tepoto (54 fő, 4 km²)
- Napuka (257 fő, 1 km²)
- Puka-Puka (197 fő, 1 km²)

A szigetcsoport legkeletibb szigete Tepoto, a legnyugatibb Puka Puka. A kettő között lévő távolság mintegy 300 km. Ezek a szigetek elég szárazak ahhoz, hogy sűrű népesség élhessen rajtuk.

## Története
A Csalódás-szigetek nyugati részét (Tepoto és Napuka) a Tuamotu-szigetek felől népesítették be az emberek. Puka-Puka szigetét azonban a néhány száz kilométerre lévő Marquises-szigetekről érkező polinézek telepítették be.
Az első európai aki Napuka atollra tévedt John Byron brit felfedező volt 1765-ben. Egy elképzelés szerint ő nevezte el Napuka és Tepoto szigeteket Csalódás-szigeteknek ("Disappointment Islands"), mert az itteni bennszülöttek ellenségesek voltak velük.

## Közigazgatás
Közigazgatásilag a Csalódás-szigeteken két települési önkormányzat (commune) van:
- Tepoto szigete Napuka települési önkormányzathoz,
- Puka-Puka saját települési önkormányzatához tartozik.

A szigetek legnépesebb szigete az 1105 fős Takaroa (2007). Ezen a szigeten található a szigetcsoport legnépesebb települése, Teavaroa (936 fő).